# Trata de personas en México
La trata de personas en México es el manejo de seres humanos como mercancías, con propósitos ya sea de explotación sexual, trabajos forzados, tráfico de órganos, servidumbre o cualquier forma moderna de esclavitud.
Es un delito internacional de lesa humanidad que viola los derechos humanos, y se considera una forma moderna de esclavitud. Está ubicado tercero a nivel mundial en una clasificación de delitos, después del tráfico de armas y del narcotráfico. Se estima que en el mundo existen 21 millones de personas esclavizadas por la trata de personas y que el negocio mueve 32.000 millones de dólares en todo el mundo.
México firmó y ratificó en 2003 el protocolo de las Naciones Unidas para Prevenir, Reprimir y Sancionar la Trata de Personas, Especialmente Mujeres y Niños que obliga a los países firmantes a generar políticas y medidas de combate a este delito garantizando también la protección de las víctimas y colaborar con otros países para combatir la trata.
México es un país de origen, tránsito y destino de la trata de personas y este delito se da en América del Norte y América Central con fines de explotación sexual y trabajo forzado. Los grupos más vulnerables del delito en México incluyen a mujeres y niños, migrantes indocumentados, personas indígenas, campesinos, obreros, trabajadores informales, jóvenes y personas analfabetas o con bajos niveles educativos.
En México, la trata de personas es el segundo delito en importancia económica, luego del tráfico de sustancias adictivas, según declaró el presidente de la Comisión de Derechos Humanos del Distrito Federal (CDHDF).
Tanto la migración desde países en el corredor Centro Americano como desde otros países más lejanos, por el cual los inmigrantes buscan realizar el sueño americano, se ven amenazados por los carteles mexicanos que secuestran personas, piden dinero a sus familiares a cambio de su liberación, y muchas veces los hombres terminan trabajando para estas organizaciones criminales y las mujeres terminan explotadas sexualmente en manos de estas redes.
Asimismo México es un país que provee de víctimas de trata a Estados Unidos siendo el segundo proveedor luego de Tailandia. Esto ocurre de tal manera que las rutas de migración hacia Estados Unidos coinciden con las de mayor concentración de trata en este país. Siendo la explotación sexual el principal motivo de trata, seguido por el trabajo esclavo.
Recientes investigaciones y el documental Pimp City: A Journey to the Center of the Sex Slave Trade demuestran que uno de los mayores sitios de enganche de mujeres y niñas para la explotación sexual en México se da en la ciudad de Tenancigo en el estado de Tlaxcala. Las mujeres y niñas son esclavizadas y entregadas a proxenetas en Estados Unidos. Una estimación de una ONG mexicana estima que en esta pequeña ciudad de 10000 habitantes 1000 son tratantes.
20 000 niños mexicanos son víctimas de la explotación sexual en manos de la trata, según el gobierno, localizándose los principales focos en las zonas fronterizas y turísticas. Además el turismo sexual infantil continúa creciendo en México, ubicándose en las principales ciudades turísticas como Acapulco y Cancún y en las ciudades fronterizas de Tijuana y Ciudad Juárez.
De acuerdo con UNICEF, 60% de los niños migrantes que salen de América Central y transitan por México son víctimas del tráfico de personas, la mayoría son vendidos para trabajo sexual, pero algunos son usados para la venta de órganos.
El 27 de noviembre de 2007 se expidió la Ley para Prevenir y Sancionar la Trata de Personas, la cual tipificaba el delito a nivel federal en su artículo 5 Ley para Prevenir y Sancionar la Trata de Personas. Diversos códigos penales y leyes estatales la tipificaban a nivel local. Dado que la trata es un delito penal, las organizaciones que lo llevan a cabo siempre trabajan en la clandestinidad por lo que no se cuenta en México con datos ss son estadísticos sobre las personas afectadas por este flagelo.

## Elementos básicos de la trata
1. El enganche, este puede ser por engaño o forzoso y tiene la participación de una persona que engancha a la víctima.
2. Transporte, a partir de aquí hasta la explotación la víctima está sometida a la coerción, el traslado puede ser entre regiones o a otros países. En este proceso participan los transportistas, los funcionarios corruptos, y los intermediarios del tratante.
3. El acogimiento o recepción, aquí la víctima es sometida a la explotación, por el proxeneta o el explotador. Que se acredita sobre la víctima un derecho de propiedad totalmente ilegal.[16]

## La trata de personas mediante Internet
1. Se considera que en Internet está presente uno de cada cinco casos de trata de personas,[17] el Internet no solo sirve como herramienta para captación de las víctimas sino también para ofrecer a las víctimas como mercancía, ya que a través de este se promueve la pornografía infantil.

En la pornografía infantil se exhibe el abuso real de un menor de edad; esto implica que consumirla es ser testigo de la violación de un menor. El creciente acceso a Internet tiende a incrementar la difusión de este tipo de material.Tan solo un sitio web en los Estados Unidos de América registró un incremento de 5 millones de usuarios en 2009, a 25.7 millones de usuarios que visitaron esa misma página mensualmente en 2011. En otros 4 sitios el número de usuarios oscila entre 10 y 13 millones.
Es muy alarmante constatar que hay un significativo porcentaje de usuarios que son menores de edad, los cuales se encuentran más vulnerables a ser victimizados, ya que el 60% de usuarios es menor de 24 años y el porcentaje de niños de entre 6 y 17 años es de 37%. La dependencia ha registrado desde la década de 1980 hasta la fecha, un incremento de las organizaciones que abusan de niños, niñas y adolescentes junto con una gran venta y distribución de pornografía infantil. De hecho el 50% de los delitos cometidos a través de Internet están relacionados con la pornografía y explotación sexual infantil, y se han registrado casos de explotación infantil entre niños de 0 a 4 años.

## Leyes sobre la trata
México como adherido al protocolo de las Naciones Unidas para Prevenir, Reprimir y Sancionar la Trata de Personas, Especialmente Mujeres y Niños promulgó en 2007 la Ley para Prevenir y Sancionar la Trata de Personas que define la trata como la persona que:

Comete el delito de trata de personas quien promueva, solicite, ofrezca, facilite, consiga, traslade, entregue o reciba, para sí o para un tercero, a una persona, por medio de la violencia física o moral, engaño o el abuso de poder para someterla a explotación sexual, trabajos o servicios forzados, esclavitud o prácticas análogas a la esclavitud, servidumbre, o a la extirpación de un órgano, tejido o sus componentes.
en su artículo 5°

Por su parte, distintas entidades federativas contaban con leyes especiales en la materia o contemplaban el delito en sus códigos penales.
El 14 de junio de 2012, el Congreso de la Unión promulgó la Ley General para Prevenir, Sancionar y Erradicar los Delitos en Materia de Trata de Personas y para la Protección y Asistencia a las Víctimas de estos Delitos. Esta ley dicta penas máximas de hasta 40 a 60 años de prisión, esta ley obliga a la Federación, estados y municipios coordinarse para prevenir este delito y además añade que se debe reparar el daño a las víctimas de una manera integral, efectiva, eficaz y adecuada, en proporción a la gravedad del daño provocado y a la afectación sufrida.
Para septiembre de 2013 se propuso en el senado de México una reforma a la actual ley que contiene algunas lagunas de contenido. En esta reforma se propone derogar artículos de la ley, eliminar agravantes, eliminar el fondo de recursos para atención a las víctimas y permitir la publicidad de oferta sexual sancionándola solo cuando sea dolosa. Esto ha traído duras críticas al intento de reforma, a lo que Teresa Ulloa directora de la Coalición Contra el Tráfico de Mujeres y Niñas en Latinoamérica y el Caribe y otras organizaciones lo consideran un retroceso penal y una marcha atrás en el apoyo a las víctimas.

## Víctimas
La trata genera víctimas que en la mayoría de los casos viven en condiciones infrahumanas, ser víctima de la trata implica esclavitud, en la cual el tratante se adjudica así mismo un derecho de propiedad totalmente ilegal sobre la víctima o la reduce al nivel de servidumbre por deudas, con un fin de explotación económica. En México este delito se da tanto para la explotación sexual como para el trabajo esclavo, servidumbre y mendigos. Los principales grupos de riesgo son mujeres, niños mexicanos y migrantes en tránsito hacia los Estados Unidos, principalmente de Centro y Sudamérica. Especialmente de países como Guatemala, Honduras y El Salvador pero también en menor medida de otras regiones como El Caribe, Europa Oriental, Asia y África.
Así mismo hay información sobre organizaciones delictivas que "enganchan" a menores y migrantes para después prostituirse y trabajar como sicarios, vigilantes y contrabandistas de drogas.

### Rutas de la trata
En México, tanto las rutas de migración interna como las de migración a Estados Unidos coinciden con las mayores concentraciones del delito de trata. Según el Centro de Estudios e Investigación en Desarrollo y Asistencia Social, A. C. (CEIDAS) las principales ciudades de la trata son: Tijuana, Mexicali, Nogales, Ciudad Juárez, Nuevo Laredo y Matamoros, en la frontera norte; Puerto Vallarta, Acapulco y Tapachula, en el Pacífico; Cancún, en la Península de Yucatán; Tlaxcala y Distrito Federal, en el Centro. Siendo los migrantes un grupo muy vulnerable a la trata. La ONG Asahac, con base en el norte de México, estima que más de la mitad de los centroamericanos que intentan cruzar la frontera de los Estados Unidos caen en las manos del narcotráfico, círculos de contrabando o terminan siendo víctimas de la trata sexual o el trabajo forzado. La mayoría de los inmigrantes pagan a los contrabandistas para ser guiados a través de México hacia los Estados Unidos, dónde les puede esperar un futuro mejor. Esto abre la puerta al inmenso negocio de la trata de personas, con un estimado de ganancias para las bandas o los carteles mexicanos de 2 billones de dólares.

### Explotación Sexual

#### Actualidad
En la actualidad México es un país de origen, tránsito y destino de la trata de personas, siendo los principales focos de explotación y enganche las ciudades norteñas que limitan con Estados Unidos, las principales ciudades turísticas, y las sureñas que limitan con Centroamérica. Varios estudios revelaron que las rutas de migración interna y a Estados Unidos coinciden con las de mayor concentración de trata. Los niños en situación de calle son altamente vulnerables a caer en las redes de trata, se estima que 20 000 niños mexicanos son víctimas de la explotación sexual en México. Es el país americano con más mujeres desaparecidas que son convertidas en esclavas sexuales.
La mayoría de las víctimas ya sea niños, niñas y mujeres provienen de contextos de vulnerabilidad como pobreza, orfandad y desigualdad social, muchas veces con situaciones de violencia que obligan que esta población se vaya de sus lugares de origen y siendo así más susceptibles a la trata de personas. Los enganchadores contactan con estas personas vulnerables de forma directa o indirecta (avisos en los diarios, concursos de belleza, Internet, etc.) y generalmente por medio del engaño, como promesas laborales o de matrimonio, aunque a veces los medios de enganche puedan ser violentos, como el secuestro. Los enganchadores reclutan las víctimas que posteriormente serán transportadas a lugares en los que no tengan un entorno que las pueda ayudar (familiares, amigos, conocidos), dónde serán explotadas sexualmente.
Los carteles de la droga en México son uno de los principales explotadores de la trata sexual y trabajo esclavo. En una entrevista del diario Inglés The Guardian, Teresa Ulloa, la directora regional de la Coalición Contra el Tráfico de Mujeres y Niñas para América Latina y el Caribe, afirmó que "su organización cree que, sólo el año pasado (2012), los carteles mexicanos hicieron US$10.000 millones de la esclavitud y explotación sexual de mujeres y niñas".

#### Tenancingo
Desde mediados de los años 1970 Tenancingo se ha convertido en el centro de prostitución y trata de personas mediante proxenetas que engañan a mujeres indígenas del sur de México para después trasladarlas a Tenancingo de donde son llevadas a la Ciudad de México o la frontera con los Estados Unidos para ser explotadas sexualmente; el tema se ha denunciado en diversos medios de comunicación con nulos resultados de las autoridades.
Recientes investigaciones y el documental Pimp City: A Journey to the Center of the Sex Slave Trade, emitido en 2014, informan que esta pequeña ciudad de 10000 habitantes en el estado de Tlaxcala, fue identificada por el Departamento de Justicia de Estados Unidos como el mayor proveedor de esclavas sexuales en todo Estados Unidos de todo el mundo. Una vez en Estados Unidos a veces las mujeres son obligadas a tener sexo con 60 hombres al día, además son transportadas por todo Estados Unidos y llevadas por los proxenetas a granjas, fábricas y ciudades para ser obligadas a tener sexo sistemáticamente. En la ciudad de Tenancingo todo el pueblo esta en complicidad con los tratantes, parte de la policía y la política es funcional a los tratantes, según la productora del documental. Una estimación de una ONG mexicana estima que en esta pequeña ciudad de 10000 habitantes 1000 son tratantes.

### Relación entre la trata y los carteles
Distintas investigaciones indican que los carteles mexicanos que en un principio estaban dedicados al tráfico de drogas, tráfico de armas, secuestros, asesinatos, lavado de dinero, ahora también están involucrados en el contrabando de inmigrantes, el tráfico de niños especialmente hacia los Estados Unidos y controlan aproximadamente el 70% de la trata de personas especialmente mujeres y niños para explotación sexual en México. Además se sabe que los carteles raptan mujeres y niñas para usarlas como sus esclavas sexuales.
Los carteles controlan la mayor parte de las redes de contrabando en México, redes en las cuales las víctimas son trasladas, mientras que estos carteles toman dinero de los proxenetas y burdeles dentro de su "territorio". Numerosos casos judiciales han dado cuenta de miembros de un cartel que mataron proxenetas o quemaron establecimientos (burdeles) que se negaban a pagar su "cuota".
Los carteles al actuar ahora como "coyotes" cruzando inmigrantes ilegales a través de las fronteras de Estados Unidos y guiándolos a través de México, estos exigen a los inmigrantes mucho dinero por llevarlos a Estados Unidos, también son utilizados para contrabandear droga (como "mulas") y muchos caen en la trata de personas en sus formas de trabajo esclavo, prostitución, o servidumbre. Muchas de las inmigrantes son violadas, muchos son asesinados, o maltratados física o psicologicamente, aunque no se conocen cifras por ser un delito clandestino.  La mayoría de los inmigrantes pagan a los contrabandistas de personas manejados por los carteles para ser guiados a través de México hacia los Estados Unidos.
Se cree que muchas de las matanzas de inmigrantes se dan por desacuerdos entre los migrantes y los carteles, negándose los migrantes a cooperar con los carteles. Por ejemplo se ha reportado que Los Zetas capturaron y transportaron migrantes a un rancho a 100 millas de la frontera con Texas, cuando los migrantes se negaron a ser reclutados, fueron asesinados. Bruce Bagley un experto en narcotráfico de la Universidad de Miami. Dice que lo que esto puede significar es que Los Zetas están enviando un mensaje a los futuros migrantes, "o nos pagas dinero, o trabajas para nosotros, o mueres".
En Estados Unidos un informe producido por el estado de Texas afirmó que los carteles mexicanos como crimen organizado, son la mayor amenaza para este estado. Seis de los ocho carteles mexicanos están en poder y control de redes criminales dentro del estado. Moviendo personas adultas y niños, drogas, armas, robando y moviendo mercancías de un lado a otro de la frontera. Los carteles mexicanos están involucrados en tráfico de menores hacia este estado. Siendo estos niños susceptibles a violencia, extorsión, trabajo esclavo, violaciones y prostitución. Algunos de estos niños son más vulnerable a la explotación sexual, incluyendo niños indocumentado o perdidos, desaparecidos o secuestrado.

## Lucha contra la trata

### Línea Nacional de Denuncia contra la Trata de Personas
Desde principios de septiembre del 2013 existe en México una línea telefónica de denuncia de la trata mediante el número gratuito  01 800  5533 000, este número tiene una cobertura nacional y es atendido por psicólogos y abogados las 24 horas todo el año. En este se pueden denunciar casos de explotación sexual, laboral, esclavitud, tráfico de personas o servicios y mendicidad forzados, utilización de personas menores de 18 años en actividades delictivas, adopción ilegal, matrimonios obligados o serviles, tráfico de órganos y experimentación biomédica ilícita. Luego las denuncias se canalizaran a la Comisión Unidos Contra la Trata y a la Policía Federal.